# Ban Mueang
Pho Khun Ban Mueang, in lingua thai พ่อขุนบานเมือง (... – 1279), è stato il secondo sovrano di Sukhothai, antico regno fondato nel 1238 dal padre e predecessore Sri Indraditya nei territori centro-settentrionali dell'odierna Thailandia.
Era il secondo figlio di Sri Indraditya e della regina Nang Sueang, il suo nome significa "quello che delizia il Paese. Salì al trono alla morte del padre attorno al 1270 e regnò fino alla morte, che avvenne attorno al 1279. Nel periodo in cui fu re, il territorio di Sukhothai rimase di modeste dimensioni.
Il suo successore fu il fratello minore Ramkhamhaeng, le cui conquiste portarono alla maggiore espansione territoriale del regno in quello che è conosciuto come il periodo di massimo splendore di Sukhothai. Il figlio di Ban Mueang, Ngua Nam Thum, sarebbe diventato nel 1323 il quinto re di Sukhothai.